# Нам Сон Чхоль
Нам Сон Чхоль (кор. 남성철?, 南成哲?; 7 мая 1982, Пхеньян, КНДР) — северокорейский футболист. Выступал в сборной КНДР.

## Карьера

### Клубная
С 2003 года выступает в Северокорейской лиге за клуб «25 апреля», который становился чемпионом страны в 2005 году.

### В сборной

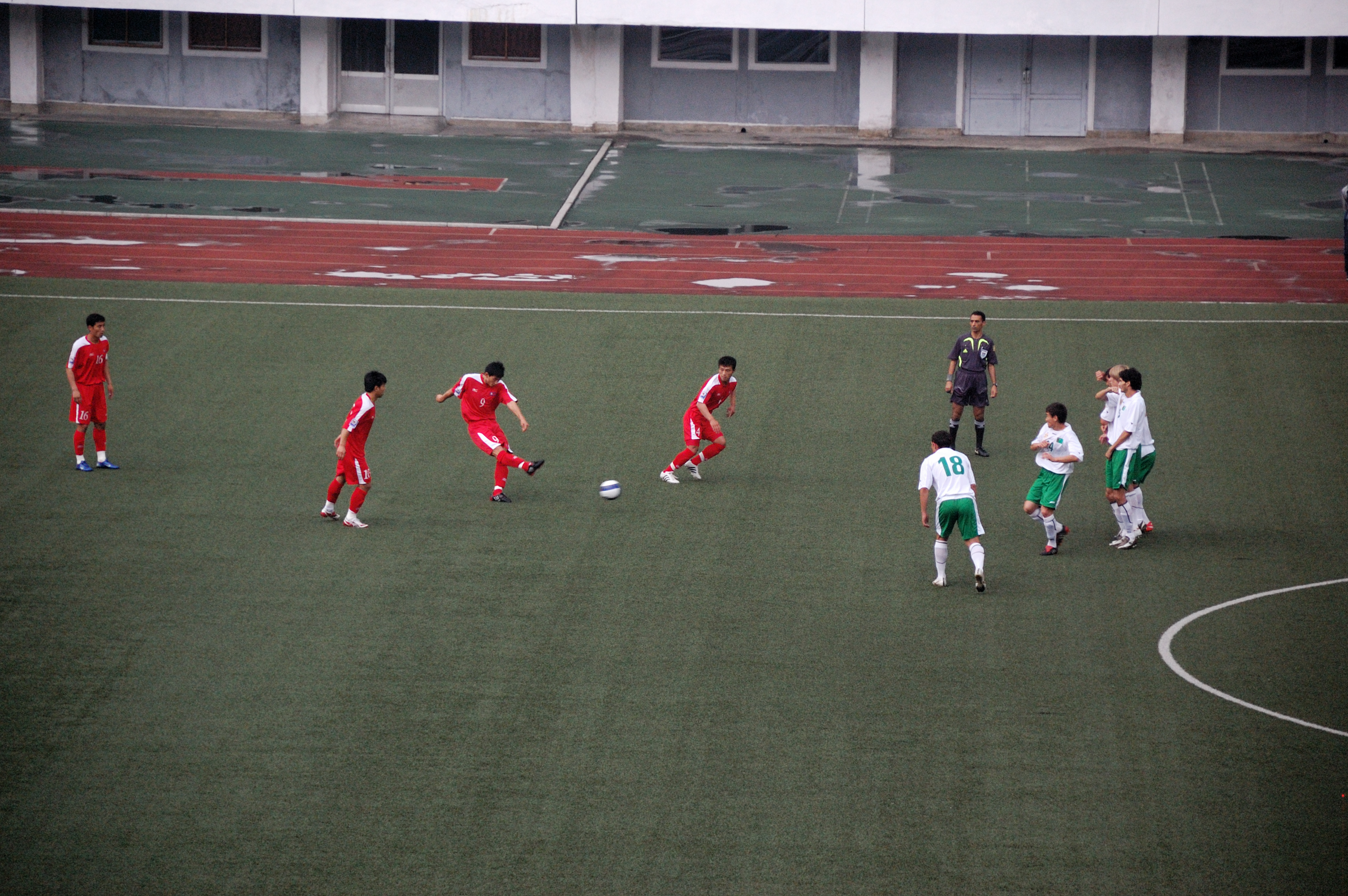
Нам Сон Чхоль (№16) в игре против сборной Туркменистана в Пхеньяне

В составе главной национальной сборной КНДР дебютировал в 2003 году, сыграл 9 матчей в отборочном турнире к чемпионату мира 2006 года и 10 встреч в отборочном турнире к чемпионату мира 2010 года. Первый гол за сборную забил 9 февраля 2005 года, сравняв счёт на 61-й минуте проходившего в Сайтаме матча отборочного турнира к чемпионату мира 2006 года против сборной Японии, однако его мяч очков КНДР не принёс, поскольку японцы в самом конце встречи всё-таки вырвали победу со счётом 2:1.
В 2010 году Нам был включён в заявку команды на финальный турнир чемпионата мира в ЮАР, где сыграл в 1 матче сборной.

## Достижения
- Чемпион КНДР (1): 2005